# 13 (album Blur)
13 – szósty album brytyjskiego zespołu Blur, wydany w 1999. Grupa nagrała go w składzie: Damon Albarn, Graham Coxon, Alex James, oraz Dave Rowntree.

## Lista utworów
Wszystkie teksty - Albarn (z wyjątkiem utworu 3 - Coxon, oraz utworu 1 - Albarn / Coxon). Muzyka - Albarn / Coxon / James / Rowntree.
| Nr  | Tytuł utworu              | Długość |
| --- | ------------------------- | ------- |
| 1.  | „Tender”                  | 7:40    |
| 2.  | „Bugman”                  | 4:47    |
| 3.  | „Coffee & TV”             | 5:58    |
| 4.  | „Swamp Song”              | 4:36    |
| 5.  | „1992”                    | 5:29    |
| 6.  | „B.L.U.R.E.M.I.”          | 2:52    |
| 7.  | „Battle”                  | 7:43    |
| 8.  | „Mellow Song”             | 3:56    |
| 9.  | „Trailerpark”             | 4:26    |
| 10. | „Caramel”                 | 7:38    |
| 11. | „Trimm Trabb”             | 5:37    |
| 12. | „No Distance Left to Run” | 3:27    |
| 13. | „Optigan 1”               | 2:34    |
|     |                           | 1:06:43 |

## Skład

### Blur
- Damon Albarn – wokal, fortepian, keyboard, gitara akustyczna.
- Graham Coxon – gitara elektryczna i akustyczna, wokal, banjo, saksofon, wokal wspierający
- Alex James – gitara basowa, wokal wspierający
- Dave Rowntree – perkusja, instrumenty perkusyjne

### Dodatkowi muzycy i producenci
- Jason Cox – dodatkowa perkusja w „Battle”
- Produkcja – William Orbit oraz Blur, z wyjątkiem „Trailerpark” – tylko Blur
- John Smith, Jason Cox, William Orbit – inżynieria
- Gerard Navarro, Addi 800 and Iain Roberton – dodatkowa inżynieria
- Sean Spuehler, Damian LeGasick – ProTools
- Howie Weinberg – mastering w Masterdisk, Nowy Jork[18].

## Certyfikaty i sprzedaż
| Kraj                   | Certyfikat      | Sprzedaż |
| ---------------------- | --------------- | -------- |
| Hiszpania (Promusicae) | złota płyta     | 50 000+  |
| Kanada (MC)            | złota płyta     | 50 000+  |
| Nowa Zelandia (RMNZ)   | platynowa płyta | 15 000+  |
| Wielka Brytania (BPI)  | platynowa płyta | 300 000+ |